# Jean-André Rey (général)
Pour les articles homonymes, voir Jean-André Rey et Rey.
Jean André Rey, né le 9 mars 1758 à Grenoble (Isère), est un général français de la Révolution et de l’Empire.

## États de service
Il entre au service des États-Unis en 1777, comme sous-lieutenant dans le régiment des « Illinois », il passe lieutenant en 1780, capitaine en second en 1783, et il est fait membre de la Société de Cincinnatus la même année.
En 1784, il est nommé vice-consul de France à Wilmington dans l'État du Delaware, avant de rejoindre Saint-Domingue en qualité de sous-lieutenant dans la Garde nationale. Aide-major général de l’armée du Sud, il commande les troupes soldées de la partie Sud de Saint-Domingue le 22 septembre 1790. Le 15 octobre 1792, il devient adjudant-général chef de bataillon sous Harty et le 25 juillet 1793, il est décrété d’arrestation par les commissaires nationaux Polverel et Sonthonax.
Emprisonné aux Cayes jusqu’à son embarquement pour la France, il est fait prisonnier et conduit en Angleterre fin juillet 1793. Le 8 mars 1795, il réussit à s’échapper de Plymouth et à rentrer en France. En 1795 et en 1796, il est chargé de diverses missions politiques et militaires à Saint-Domingue, et il est réformé le 19 avril 1797.
Le 30 septembre 1797, il passe au service du ministère de la Guerre, et il est confirmé dans son grade d’adjudant-général par le Directoire exécutif à la date du 10 mars 1796. Le 15 juillet 1798, il passe au service de la marine, et le 2 septembre suivant, il embarque à Dunkerque sur le corsaire « L’Anacréon ». Nommé provisoirement général de brigade le 3 septembre 1798, par le général Napper-Tandy, il débarque le 16 septembre, sur l’île Rutland (en) en Irlande, puis il doit rentrer en France par Dunkerque en octobre suivant.
Non confirmé dans son grade par le Directoire, il est réformé le 21 avril 1804, et admis à la retraite le 4 août 1811.

## Famille
- Frère du général de division Louis Emmanuel Rey (1768-1846).

## Sources
- Georges Six, Dictionnaire biographique des généraux & amiraux français de la Révolution et de l'Empire (1792-1814), Paris : Librairie G. Saffroy, 1934, 2 vol., p. 360
- (en) « Generals Who Served in the French Army during the Period 1789 - 1814: Eberle to Exelmans »
- Pamphile vicomte de Lacroix, La Révolution de Haïti, 1819, p. 503
- Arthur Maxime Chuquet, Feuilles d’histoires, Librairie R. Roger et F. Chernoviz, 1912, p. 27.